# Hainina
Hainina – rodzaj wymarłego ssaka z rodziny Kogaionidae. Zamieszkiwał on Europę na przełomie kredy i paleocenu. Skamieniałości znaleziono w Belgii, Hiszpanii, Francji i Rumunii.
Rodzaj ten pierwotnie umieszczono w obrębie rodziny Cimolomyidae. Jednak według Kielan-Jaworowskiej & Hurumy z 2001 należy do Kogaionidae, a od rodzaju Kogaionon odróżnia go ornamentacja szkliwa.

## Etymologia
Hainina: Hainaut, Belgia.

## Podział systematyczny
Do rodzaju należały następujące gatunki:
- Hainina belgica Vianey-Liaud, 1979, paleocen, Hainin Belgia
- Hainina godfriauxi Vianey-Liaud, 1979, paleocen, Hainin Belgia
- Hainina pyrenaica Peláez-Campomanes, Damms, López-Martinen & Àlvarez-Sierra, 2000, dolny paleocen, Tremp Basin, południowe Pireneje Hiszpania.
- Hainina vianeyae Peláez-Campomanes, Damms, López-Martinen & Àlvarez-Sierra, 2000, górny paleocen, Cernay, Francja